# 이인휴게소
이인휴게소(伊仁休憩所, lin Service Area)는 충청남도 공주시 이인면에 위치한 논산천안고속도로의 고속도로 휴게소이다. 천안 방향에만 휴게소가 존재한다. 고속버스 중 정안알밤휴게소에서 환승하지 않거나, 휴식이 불가능한 경우 이 곳에서 쉬어간다.

## 시설
- 주차장
- 화장실
- 주유소:S-OIL
- LPG충전소:SK에너지
- 현금 자동 입출금기
- 매점
- 식당

## 전후
- 탄천 나들목→이인휴게소→남공주 나들목
- 고속도로 시점→이인휴게소→정안알밤휴게소